# Vlk horský
Vlk horský (Canis lupus fuscus) byl poddruhem vlka obecného (Canis lupus), který se běžně vyskytoval v Britské Kolumbii (Kanada) a amerických státech Oregon a Washington. Jako odlišný druh odlišující se od jiných vlků v této oblasti byl identifikován až v roce 1945 Edwardem Goldmanem. Popsán však byl již roku 1839 (Richardson). Byl popsán jako skořicově zbarvený vlk, měřící 165 centimetrů, o váze 36 až 49 kilogramů. Vlk horský patrně vymřel roku 1940.